# Château de Nihonmatsu
Le château de Nihonmatsu (二本松城, Nihonmatsu-jō) était un château japonais situé à Nihonmatsu dans la préfecture de Fukushima. Il a aussi été appelé château de Kasumiga ou château de Shirahata. Il n'en reste à présent que quelques vestiges.

## Histoire
En 1341, Hatakeyama Takakuni du clan Hatakeyama établit une résidence fortifiée à l'endroit actuel du château et change son nom en "Nihonmatsu". Son descendant Nihonmatsu Mitsuyasu construisit le château de Nihonmatsu au début du XVe siècle, possiblement à partir de 1414.
En 1586, le château est incendié et pris par le clan Date. Il est reconstruit par Date Masamune comme fortification de sa frontière contre le clan Ashina, et installa à sa tête son général Katakura Kagetsuna, puis son cousin Date Shigezane. Après la défaite des Ashina, le clan Date devient le clan le plus puissant de la région du Tōhoku. Cependant, face à la montée en puissance de Toyotomi Hideyoshi, le clan est contraint de se soumettre. La région de Nihonmatsu est cédée en 1589 au favori de Hideyoshi, Gamō Ujisato, dirigeant du domaine d'Aizu. Après la mort de Gamō Ujisato, ses territoires sont attribués à Uesugi Kagekatsu. Cependant, les Uesugi se rangent du côté de la faction pro-Toyotomi lors de la bataille de Sekigahara et leurs territoires sont considérablement réduits par Tokugawa Ieyasu après la mise en place du shogunat Tokugawa.
Au début de l'époque d'Edo, le château est brièvement attribué au clan Matsushita jusqu'en 1627. Le territoire est ensuite attribué à Katō Yoshiaki, l'un des héros de la bataille de Shizugatake et bâtisseur du château de Matsuyama. En 1643, le clan Niwa est nommé à la tête du domaine de Nihonmatsu et reconstruit le château de Nihonmatsu.
Le clan Niwa conserve le contrôle de Nihonmatsu jusqu'à la restauration de Meiji. Durant la période du Bakumatsu, le 10e daimyō, Niwa Nagakuni, est affecté à la défense de la baie d'Edo et, au début de la guerre de Boshin, rejoint l'Ōuetsu Reppan Dōmei. Les forces du domaine sont vaincues par l'alliance Satchō, le château de Nihonmatsu est brûlé et le daimyō est forcé de fuir au domaine de Yonezawa. Pendant le siège, une brigade d'enfants soldats appelée "Nihonmatsu shōnentai" avait été mobilisée pour défendre le château.
Après la restauration de Meiji, les structures subsistantes du château sont démantelées et le site est transformé en parc. Il est connu pour ses cerisiers en fleur au printemps et pour son festival de personnages fabriqués à partir de fleurs de chrysanthème en automne.
En 1982, la porte Minowa et une tourelle attenante sont reconstruites et les murs en pierre sont restaurés. La base du donjon est restaurée en 1993. Le site du château est classé site historique national depuis 2007.

## Galerie

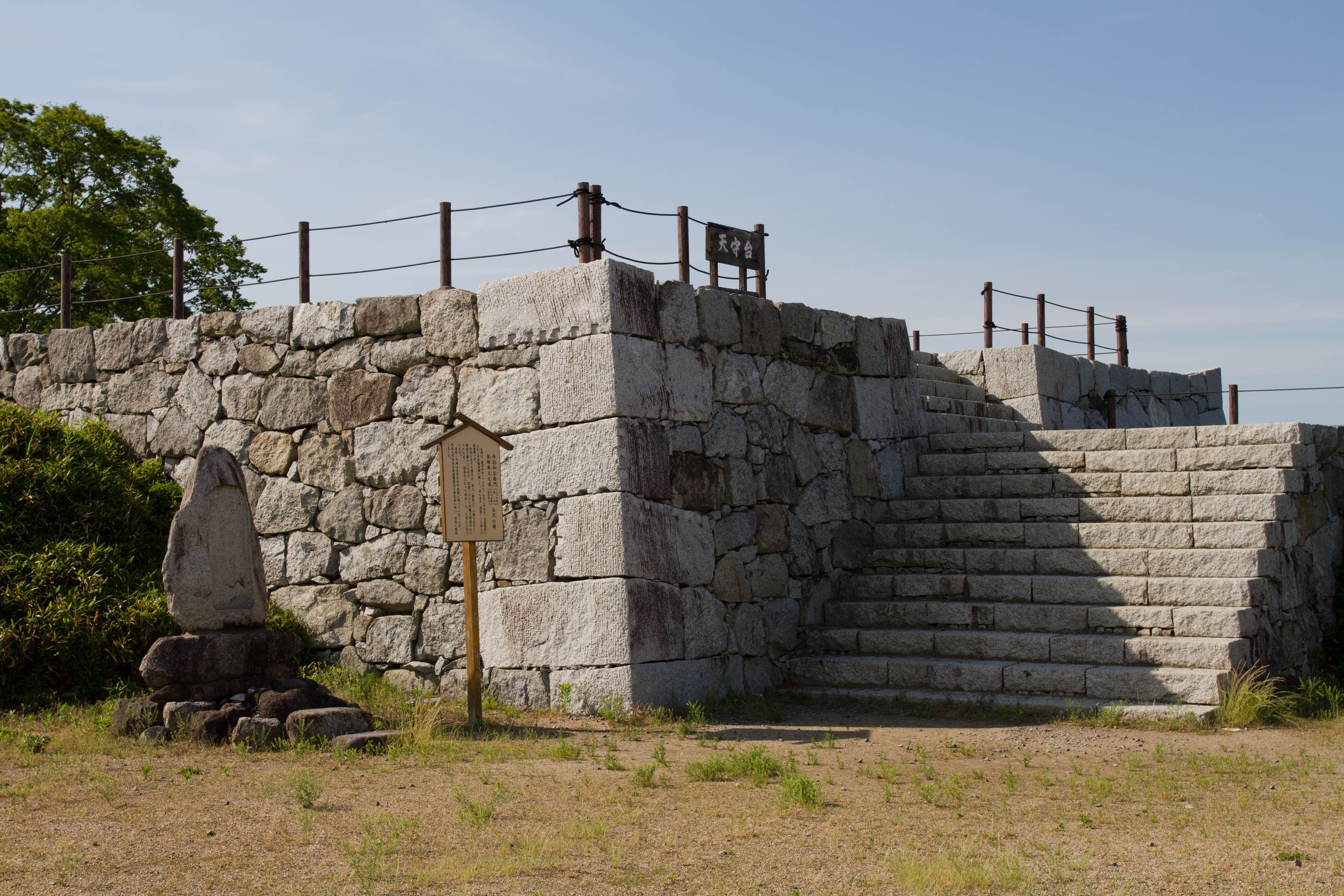
Base du donjon.
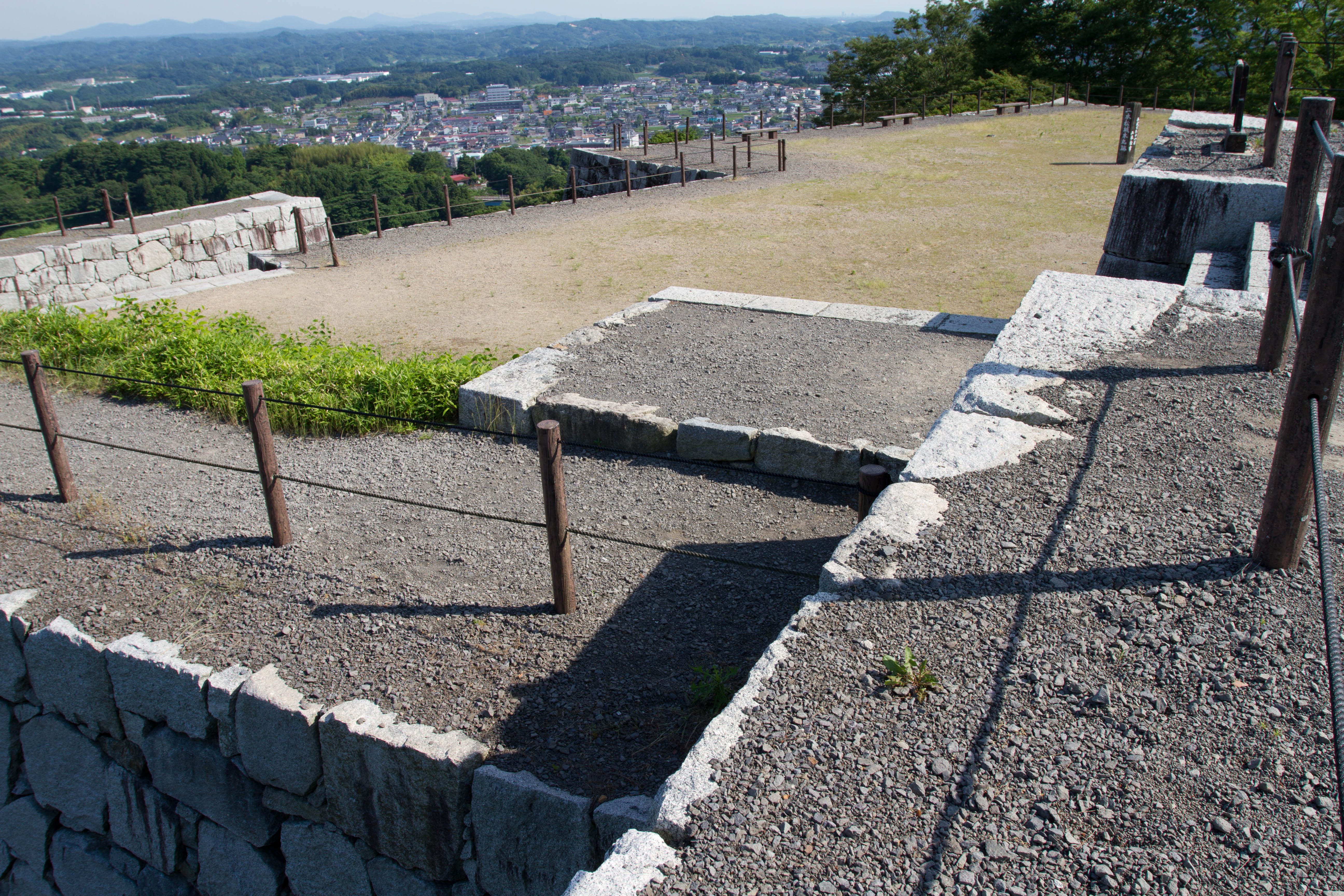
Panorama depuis l'emplacement du donjon.
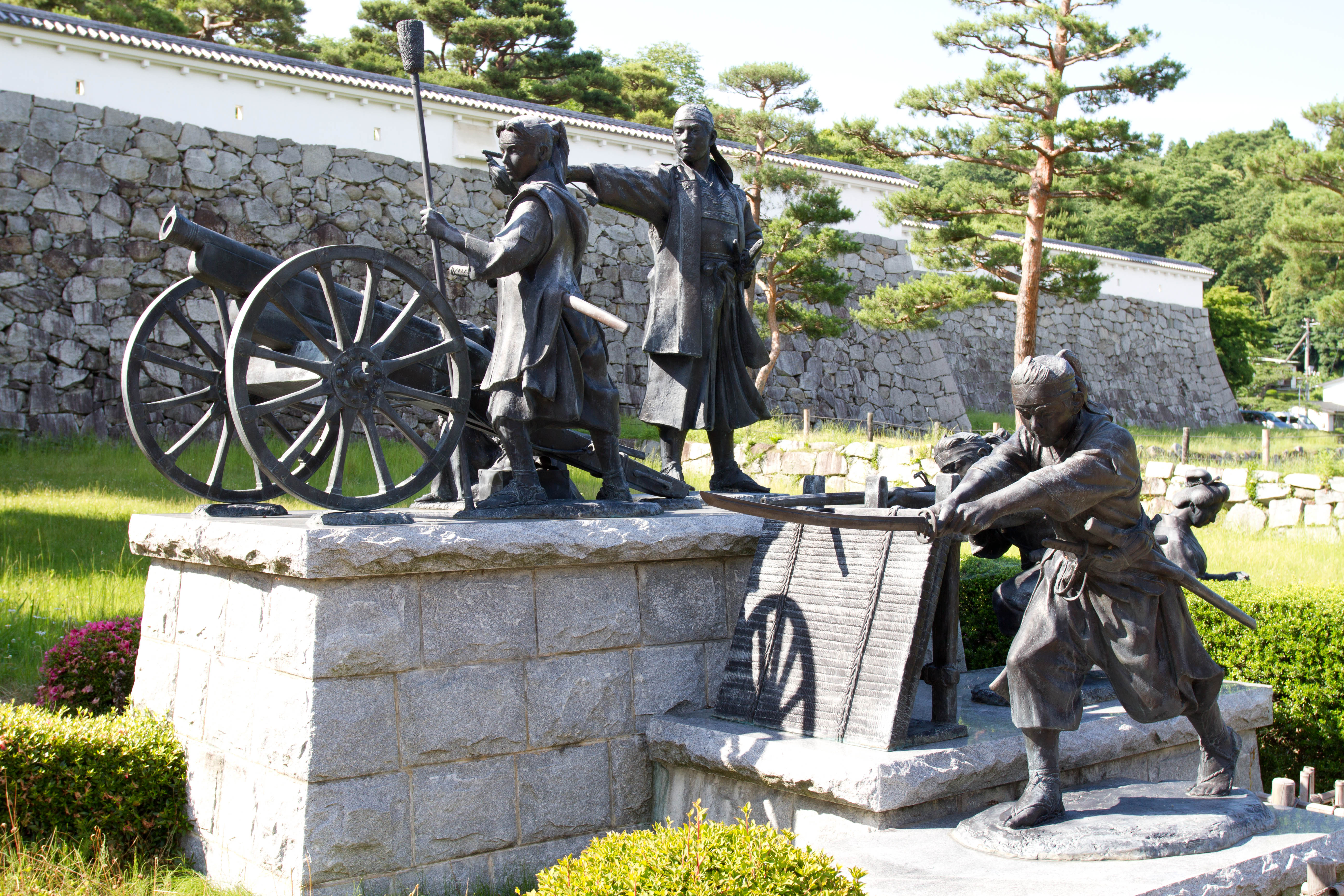
Statues commémorant le Nihonmatsu shōnentai.